# Body Talk Pt. 2
Body Talk Pt. 2 è il sesto album discografico in studio della cantante svedese Robyn, pubblicato nel settembre 2010.

## Tracce
1. In My Eyes – 3:56
2. Include Me Out – 3:29
3. Hang with Me – 4:19
4. Love Kills – 4:27
5. We Dance to the Beat – 4:27
6. Criminal Intent – 3:41
7. U Should Know Better (feat. Snoop Dogg) – 4:01
8. Indestructible (acoustic version) – 4:14

## Classifiche
| Classifica (2010) | Posizione raggiunta |
| ----------------- | ------------------- |
| Austria           | 50                  |
| Belgio (Fiandre)  | 37                  |
| Belgio (Vallonia) | 96                  |
| Danimarca         | 1                   |
| Finlandia         | 43                  |
| Germania          | 47                  |
| Irlanda           | 41                  |
| Norvegia          | 3                   |
| Regno Unito       | 38                  |
| Stati Uniti       | 41                  |
| Svezia            | 1                   |
| Svizzera          | 91                  |